# 平町 (瀬戸市)
平町（ひらまち）は、愛知県瀬戸市效範連区の町名。現行行政地名は平町1丁目から3丁目。

## 地理
瀬戸市の西部に位置する。西を田端町、北を南山町・松原町、東を效範町・川端町・北浦町、南を共栄通・川西町と隣接している。

### 河川
- 瀬戸川[8] ： 町の南東端、川端町・北浦町・共栄通との町境を南流している。

- 瀬戸川（平町・共栄通境）

### 学区
市立小・中学校に通う場合、学区は以下の通りとなる。また、公立高等学校普通科に通う場合の学区は以下の通りとなる。
| 町丁・丁目 | 番・番地等 | 小学校             | 中学校             | 高等学校 |
| ---------- | ---------- | ------------------ | ------------------ | -------- |
| 平町1丁目  | 全域       | 瀬戸市立效範小学校 | 瀬戸市立南山中学校 | 尾張学区 |
| 平町2丁目  | 全域       | 瀬戸市立效範小学校 | 瀬戸市立南山中学校 | 尾張学区 |
| 平町3丁目  | 全域       | 瀬戸市立效範小学校 | 瀬戸市立南山中学校 | 尾張学区 |

## 歴史

### 町名の由来
町名設定の際、旧今村字平の字名を採って平町にしたと推察される。

### 沿革
- 1943年（昭和18年）8月9日 - 瀬戸市大字今字横山・平・川北の各一部により、同市平町として成立[2]。
- 1966年（昭和41年）3月10日 - 1〜3丁目を設置[11]。效範町・川北町・横山町・田端町・南山町の各一部[注釈 3]を編入する[11]。また、町域の一部が效範町2丁目・田端町1・2丁目・南山町2丁目・川北町2丁目・川西町2丁目となる[11]。

## 世帯数と人口
2024年（令和6年）1月1日現在の世帯数と人口は以下の通りである。
| 町丁・丁目 | 世帯数  | 人口    |
| ---------- | ------- | ------- |
| 平町1丁目  | 123世帯 | 302人   |
| 平町2丁目  | 155世帯 | 333人   |
| 平町3丁目  | 195世帯 | 389人   |
| 計         | 473世帯 | 1,024人 |

### 人口の変遷
国勢調査による人口の推移
| 1995年（平成7年）  | 962人   | [ 12 ] |  |
| 2000年（平成12年） | 939人   | [ 13 ] |  |
| 2005年（平成17年） | 987人   | [ 14 ] |  |
| 2010年（平成22年） | 1,055人 | [ 15 ] |  |
| 2015年（平成27年） | 1,017人 | [ 16 ] |  |
| 2020年（令和2年）  | 1,003人 | [ 17 ] |  |

### 世帯数の変遷
国勢調査による世帯数の推移。
| 1995年（平成7年）  | 345世帯 | [ 12 ] |  |
| 2000年（平成12年） | 365世帯 | [ 13 ] |  |
| 2005年（平成17年） | 384世帯 | [ 14 ] |  |
| 2010年（平成22年） | 405世帯 | [ 15 ] |  |
| 2015年（平成27年） | 415世帯 | [ 16 ] |  |
| 2020年（令和2年）  | 437世帯 | [ 17 ] |  |

## 交通

### 鉄道
名鉄瀬戸線 ： 町の北端部、南山町との町境付近を東西に走っている。最寄り駅は水野駅。
- 名鉄瀬戸線（平町内）

### バス
瀬戸市コミュニティバス「こうはん線」
- イオン瀬戸みずの店 - 東山町 - 陶生病院 系統 ： 平町バス停・共栄橋バス停（いずれも陶生病院方面乗り場）

- 平町バス停
- 共栄橋バス停

### 道路
- 愛知県道22号瀬戸環状線[8] ： 町の東端、效範町との町境を南北に通っている。
- 愛知県道61号名古屋瀬戸線[8] ： 町の南端、川西町との町境を東西に通っている。

## 施設
- 西部コミュニティセンター ： 1976年（昭和51年）、平町公園の一角に建設された[18]。鉄骨2階建で総面積は267m2、1階は事務所と和室、2階は会議室と図書室が備えられた多目的集会施設[18]。
- anopan ： 夫婦で営む小さなパン屋[19]。
- 日本茶専門店 茶のいろは ： おしゃれなカフェのような雰囲気の日本茶専門店[20]。日本茶に合う自家製スイーツも用意、夏季限定で登場するかき氷も話題[20]。
- 平町公園 ： 3丁目の北西部にある公園。ブランコ・すべり台・ジャングルジム・シーソーなどの遊具と広いグラウンドがある。公園の一角に西部コミュニティセンターがある。
- わかば公園 ： 1丁目の北東部にある公園。ブランコ・すべり台・鉄棒・シーソーなどの遊具がある。

- 西部コミュニティセンター
- anopan
- 日本茶専門店 茶のいろは
- 平町公園
- わかば公園

## その他

### 日本郵便
- 郵便番号 ： 489-0916[6]（集配局：瀬戸郵便局[21]）。